# 46 Artikel

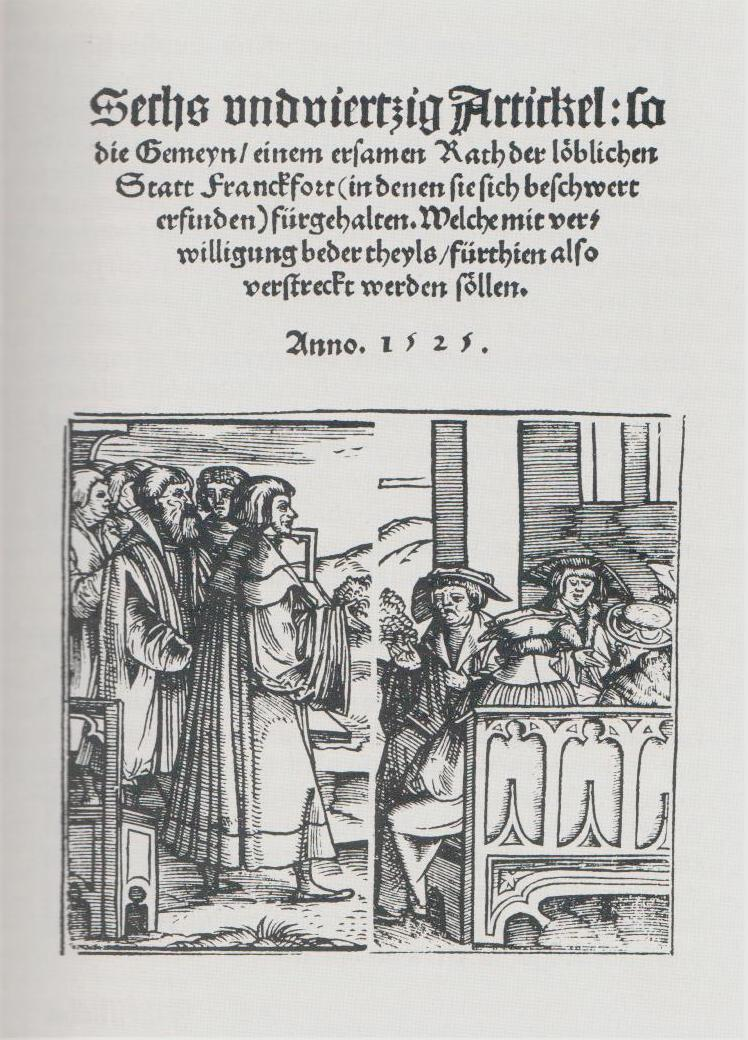
Titelblatt der 46 Artikel vom 22. April 1525

Die 46 Artikel waren eine Zusammenstellung der im Frankfurter Zunftaufstand von den Zünften erhobenen reformatorischen, bürgerrechtlichen und sozialpolitischen Forderungen. Am 22. April 1525 erzwangen die Aufständischen die Annahme der Artikel durch den Rat der Reichsstadt Frankfurt am Main und übernahmen die politische Macht in der Stadt. Ein Teil der Artikel war wahrscheinlich von Gerhard Westerburg verfasst.  Sie orientierten sich an den im März 1525 gedruckten Zwölf Artikeln, ergänzt um spezifische Frankfurter Belange.
Sie wurden sofort im Druck veröffentlicht und dienten als Vorlage für eigene Beschwerdeartikel in verschiedenen Städten entlang des Rheins, in der Wetterau und in Norddeutschland. Unter dem Druck der im Pfälzischen Bauernkrieg siegreichen Fürsten scheiterte der Zunftaufstand Ende Juni 1525. Am 18. Juli brachte der Rat die Zünfte zur Herausgabe des ihnen ausgehändigten Artikelbriefes und lieferte das Original des Briefes an den Pfalzgrafen in Heidelberg aus.
Die politischen Verhältnisse in Frankfurt wurden vollständig wiederhergestellt und blieben bis zum Fettmilch-Aufstand 1614 unverändert. Die geistlichen und sozialen Forderungen der 46 Artikel bildeten dagegen die Grundlage zur Entstehung einer Evangelischen Kirche in Frankfurt am Main und damit zur Einführung der Reformation und einer städtischen Armenfürsorge.

## Inhalt
Die 46 Artikel gingen auf eine wahrscheinlich von Gerhard Westerburg verfasste Eingabe der Christlichen Brüder an den Rat zurück, die bereits am 13. April 1525 überreicht worden war. Die Eingabe enthielt 11 Artikel, die sich mit den ersten 12 der 46 späteren Artikel weitgehend deckten. Nach Ausbruch des Zunftaufstandes am Ostersonntag, dem 17. April, stellten die Zünfte am 20. April eine Beschwerdeschrift in 43 Artikeln – eigentlich 42 Artikel und eine Nachschrift – zusammen. In einer Einleitung rechtfertigten die Zünfte ihren Aufstand, indem sie sich auf das Evangelium beriefen und die Sittenlosigkeit der Geistlichkeit dafür verantwortlich machten.
Am 22. April ergänzten Führer der Aufständischen, Hans von Siegen und Kaspar Schott, noch drei weitere Artikel, die als Nummern 43 bis 45 eingeschoben wurden. Die vollständige Beschwerdeschrift umfasste somit 45 Artikel und eine Schlussbemerkung über ihre Entstehung und ihren Zweck. Sie wurde noch am 22. April vom Rat mit einer Einleitung versehen, verbrieft und gesiegelt. Im Gegenzug verlangte der Rat eine Erneuerung des Bürgereides, die auch von allen Zünften beschworen wurde.
Die Zusammenstellung der Artikel erfolgte ohne besondere Systematik. Sie lassen sich, wenn auch nicht ganz ohne Überschneidung, in drei Kategorien einteilen: Forderungen zu den kirchlichen Verhältnissen in Frankfurt (Artikel 1–5, 13–14, 41 und 43–45), zu Politik und Justiz (Artikel 10, 24, 31, 34, 36 und 39) sowie wirtschaftliche und soziale Forderungen.

### Kirchliche Verhältnisse
Artikel 1: Die Pfarrer sollten künftig durch Rat und Gemeinde ein- und abgesetzt werden und „nichts anders dann das lautere Wort Gottes, das heilige Evangelium unvermengt menschlicher Satzung predigen, damit das Volk in rechter Lehre gestärkt und nicht verführt wird“. Dieses zentrale Anliegen der Reformation findet sich schon in der ersten reformatorischen Predigt in Frankfurt, die Hartmann Ibach am 9. März 1522 in der Katharinenkirche gehalten hatte, ebenso wie in den Zwölf Artikeln der oberschwäbischen Bauern.
Artikel 2 verlangte ein Ende des Zölibats und des als skandalös empfundenen Zusammenlebens zahlreicher Geistlicher mit Konkubinen: „daß alle diejenigen, sie seien geistlich oder weltlich, so allhie wohnen wollen, sich des großen Lasters der Hurerei mäßigen sollen und also zu sitzen nicht gelitten werden, damit dem Nächsten kein Ärgernis daraus erwachse, und wo einer nicht keusch zu leben sich befindet, daß derselbige ehelich werden soll und niemandem gar keine Hurerei gestattet werden soll.“
Nach Artikel 3 sollten die Geistlichen verpflichtet werden, alle bürgerlichen Lasten zu tragen: „daß alle diejenigen, so sich geistlichen Standes berühmen und sein wollen...zu Dienst, Bede und aller anderen bürgerlichen Beschwerde in Wachen, Hüten, Steuer und Ungeld wie die Bürger sitzen und tragen sollen.“
Artikel 4 verlangte von den Mönchsorden, „dasjenige, so ihre Vorfahren und sie den Bürgern abgebettelt und mit falscher Geistlichkeit abgegeizt haben, hinweg in andere Städte geschickt, das doch einer Gemeinde und ihnen nicht zustand,...wieder hieher zu verschaffen. Es soll auch keinem Mönch zu betteln vergönnt werden, auch nicht zu predigen oder Ohrenbeichte zu hören.“
Artikel 5 verlangte die Auflösung der Klöster: „Sie sollen auch keine jungen Mönche mehr aufnehmen, auch keine Nonnen, und so jetzt von Mönchen oder Nonnen in Klöstern sind, daß sie mögen ungezwungen, ob sie wollen, herausgehen.“
Artikel 13 und 14 regelte, dass alle Pfründen und testamentarisch vermachten Almosen künftig einem Gemeinen Almosenkasten zur städtischen Armenfürsorge zufließen sollten, damit die Armen nicht mehr auf Bettelei angewiesen waren. Niemand sollte mehr zu jährlichen Totengedächtnisse, Bruderschaften und Leichenbegängnissen verpflichtet werden, um die Bürgerschaft nicht vom Broterwerb abzuhalten und den Gottesdienst auf die Predigt zu konzentrieren.
Nach Artikel 41 sollten die bisher dem Propst des Bartholomäusstiftes zustehenden Einkünfte des Eichwesens dem gemeinen Kasten zufließen. Artikel 43 forderte die Abschaffung der Seelenmessen, Artikel 44 die Konzentration der Beginen in zwei Häusern und ein Verbot von Neuaufnahmen. Nach Artikel 45 sollten Konkubinen, „die bisher bei den Priestern und anderen Personen unehelich gewohnt“, nicht im Hause eines Bürgers beherbergt werden, sondern die Stadt verlassen.

### Politische und rechtliche Verhältnisse
Artikel 10 bestimmte, dass Gerichtsverfahren für Arme und Reiche gleichermaßen möglichst innerhalb von vier Wochen zum Abschluss kommen und die Gebühren für Richter und Fürsprecher (Advokaten) möglichst halbiert werden sollen. Nach Artikel 24 sollten keine Bürger, die einen Bürgen stellen konnten, vor einem Gerichtsurteil inhaftiert werden, außer Friedensbrechern, Gewalttätern, Dieben, Bösewichten und solchen, die einer gerichtlichen Vorladung nicht nachkamen. Artikel 25 bestimmte, dass Juden keine Pfänder verkaufen oder einziehen dürfen ohne schriftliches Urteil. Artikel 27 begrenzte den Ersatz von Schäden, die ein Bürger auf dem Acker eines anderen verursachte, auf den vom Ackergericht festgelegten Satz. Nach Artikel 31 sollte nur derjenige in eine Zunft aufgenommen werden, der ein Handwerk „redlich ausgelernet vnnd mit syner hant“ bewiesen hatte. Artikel 32 begrenzte die Zahl der besoldeten Reiter auf 12, weil eine größere Zahl der Gemeinde „eher schädlich als nützlich“ sei, doch soll es einem ehrbaren Rat ausdrücklich anheimgestellt bleiben, diesen Artikel nach seinem Willen zu ändern. Artikel 33 verpflichtete Hausbesitzer zum Wach- und Hütedienst.
Artikel 34 berührte das Briefgeheimnis: Nur die Zünfte selbst durften an sie adressierte Briefe öffnen und lesen. Falls der Inhalt die Obrigkeit betraf, leiteten die Zünfte den Brief an einen Bürgermeister weiter. Artikel 35 bestätigte ein bereits früher vom Rat erlassenes Verbot des Zutrinkens und der Gotteslästerung. Zuwiderhandelnde sollten unnachsichtig bestraft werden. Artikel 36 erklärte, dass nur aufrichtige, verständige, erfahrene und geschickte Männer zu Ratsmitgliedern gewählt werden sollten, ohne Rücksicht auf Freundschaft und Verwandtschaft. Verwandte in direkter Linie und Brüder sollten nicht gleichzeitig Sitz im Rat haben. Nach Artikel 39 durfte der Rat ohne Wissen und Willen der Zünfte keine Zunftsatzung ändern.

### Wirtschaftliche und soziale Verhältnisse
Artikel 6 forderte die Aufhebung aller nicht verbrieften geistlichen oder weltlichen Darlehen. Artikel 7 wandte sich gegen Spekulation im Getreidehandel: Alles Korn und andere Feldfrüchte sollten frei auf den Märkten der Stadt gehandelt werden, wo auch die Armen Zugang hatten, und nicht bereits vor der Stadt von Großhändlern (Möttern) aufgekauft werden, die es dann zu höheren Preisen an die Bürger weiterverkauften. Barzahler sollten für haushaltsübliche Mengen (ein bis zweieinhalb Achtel) das Vorkaufsrecht vor Großhändlern haben, die ihre Käufe auf Kredit tätigten. Artikel 8 erlaubte Hausbesitzern, bestimmte Bauarbeiten an ihren Häusern, zum Beispiel Treppen, Schwellen, Dachstühle und Keller, selbst auszuführen, ohne dafür den städtischen Baumeister gegen Geld zu beauftragen. Artikel 9 forderte, das große Ungeld, eine indirekte Steuer auf Grundnahrungsmittel, zu halbieren und armen Bürgern ganz zu erlassen.
Artikel 11 räumte die Möglichkeit ein, verbriefte Ewige Zinsen gegen eine Einmalzahlung abzulösen. Unverbriefte Ewige Zinsen sollten, wie im Artikel 6 gefordert, ersatzlos wegfallen. Artikel 12 warf den Frankfurter Juden Wucher vor und verlangte ihren Ausschluss vom Handel sowie die unentgeltliche Herausgabe von Fundsachen, wenn ein christlicher Bürger das Eigentum daran reklamierte. Der Verkauf von Altkleidern und Tuchstücken wurde ihnen zugestanden, aber nicht nach der Elle wie im gewöhnlichen Tuchhandel.
Artikel 15 forderte die Abschaffung der Abgabe für die Erlaubnis, unbebautes Land zu roden und zu bebauen, Artikel 16 die Abschaffung des „doppel gelt“ auf im Haus gemästete Schweine. Die Artikel 17 bis 20 richteten sich gegen die übermäßige Nutzung des Frankfurter Stadtwaldes durch Ausländer und verlangten die Wiederherstellung althergebrachter Rechte der Bürger: Die Förster sollten den jährlichen Ertrag des Waldes an Bucheckern nicht mehr verkaufen, sondern den Armen erlauben, ihr Vieh im Wald weiden zu lassen. Artikel 18 begrenzte die Strafe für unerlaubten Holzeinschlag auf den Fall einer mutwilligen Schädigung des Waldes. Nach Artikel 19 sollten Arme bei der jährlichen Holzzuteilung bevorzugt werden, damit nicht mehr die Reichen, die über bessere Transportmöglichkeiten verfügten, das beste Holz vor den Armen einholen konnten. Nach Artikel 20 sollten die Weiderechte des Sandhofes und Neuhofes innerhalb der Frankfurter Landwehr verboten und die des Hellerhofes außerhalb der Landwehr eingeschränkt werden, damit die Bürger ihr Vieh ernähren konnten.
Artikel 21 forderte die Abschaffung des „Eigengewächses“, einer Abgabe auf eigenerzeugten Wein; das Brückengeld, das von Sachsenhäuser Weingärtnern erhoben wurde und zum Unterhalt der Mainbrücke diente, sollte beibehalten werden. Nach Artikel 22 sollte der Brückenzoll von Bürgern, die Waren über die Brücke transportierten, nur noch „zwuschen Bartholomäi bis Egidij“ (vom 24. August bis 1. September) fällig werden.
Artikel 23 forderte die Wiederherstellung von im Laufe der Zeit eingeschränkten und privatisierten Nutzungsrechten an Allmenden und Fischgewässern. Nach Artikel 26 sollte die Abgabe an den Feldschütz zur Bewachung der Weingärten auf sechs und für Äcker und Wiesen auf vier Heller begrenzt werden, nach Artikel 28 der Mindestlohn für Feldarbeiter um zwei Heller pro Tag angehoben werden. Nach Artikel 29 sollte die Steuer „von der milch und anderm“ abgeschafft werden, nach Artikel 42 das „Karrengeld“ bei den Messen. Artikel 30 verlangte die Halbierung des  „Währschaftsgeldes“ für die Beurkundung von Immobiliengeschäften, Artikel 37 die Halbierung des Visiererlohns.
Artikel 38 forderte die Abschaffung des Kleinen Zehnt auf Gartenfrüchte, Viehfutter und Kleinvieh. Nach Artikel 40 sollten neue Abgaben (Schatzungen oder Bede) nur mit Zustimmung der Gemeinde und nach dem Leistungsfähigkeitsprinzip eingeführt werden.

### Artikel 46
In der Schlussbemerkung betonen die Verfasser, dass die Artikel nicht aus Eigennutz, sondern nach bestem Wissen und Gewissen zum Lobe Gottes und zum Nutzen der Gemeinde erdacht wurden. Sie beschwören die Artikel in bürgerlicher Treue zur Gemeinde und als gehorsame Untertanen der kaiserlichen Majestät und versehen die Urkunde mit den Siegeln der Stadt und der Zünfte, damit niemand die bewilligten Artikel aus Arglist, Ungunst oder Widerwillen gegen die Gemeinde verringern oder verändern kann. Gegeben am Samstag nach Ostern 1525 (22. April).